# 스쿠스
스쿠스(프랑스어: Soukous)는 콩고 민주 공화국과 콩고 공화국의 댄스 음악 장르이다.  그것은 1960년대 콩고 럼바에서 유래했고 1980년대 프랑스에서 인기를 얻었다. 기자들이 종종 콩고의 럼바와 동의어로 사용하지만, 스쿠스와 관련된 음악과 춤은 전통적인 럼바와 다른데, 특히 더 높은 템포와 더 긴 춤 순서에서 그러하다. 이 장르의 주목할 만한 공연자들은 아프리카 피에스타, 파파 윔바, 페페 칼레, 코피 올로미데를 포함한다.

## 같이 보기
- 마라벤타